# 拉莫勒
拉莫勒（法語：La Môle，法語發音：[la mol]）是法国普罗旺斯-阿尔卑斯-蓝色海岸大区瓦尔省的一个市镇，属于德拉吉尼昂区。

## 地理
拉莫勒（43°12'30"N, 6°27'56"E）面积45.28 平方千米，位于法国普罗旺斯-阿尔卑斯-蓝色海岸大区瓦尔省，该省份为法国东南部沿海省份，北起上普罗旺斯阿尔卑斯省，西北角与沃克吕兹省接壤，西接罗讷河口省，南濒地中海，东临滨海阿尔卑斯省。
与拉莫勒接壤的市镇（或旧市镇、城区）包括：博尔姆莱米莫萨、滨海卡瓦莱尔、科戈兰、科洛布里耶尔、格里莫、勒拉旺杜、滨海拉约勒卡纳代勒。

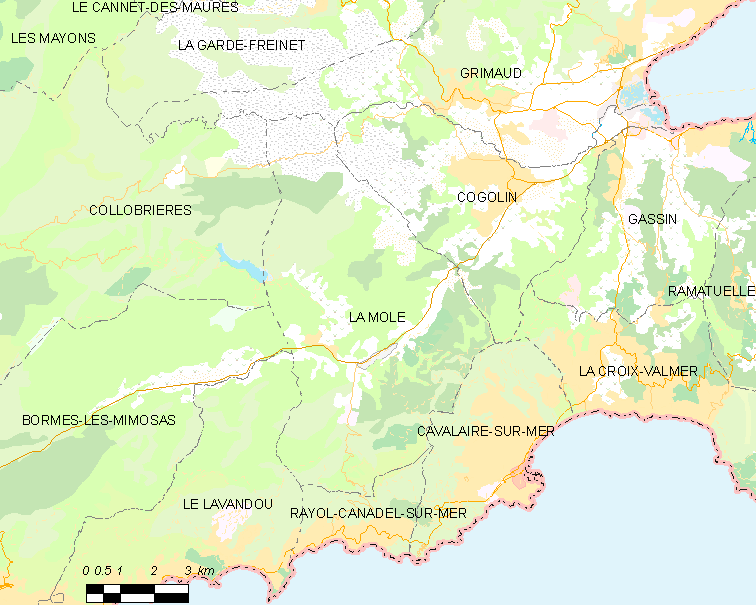
拉莫勒的OSM定位图

拉莫勒的时区为UTC+01:00、UTC+02:00（夏令时）。

## 行政
拉莫勒的邮政编码为83310，INSEE市镇编码为83079。

## 政治
拉莫勒所属的省级选区为圣马克西姆县。

## 人口

1962-2008年间拉莫勒人口变化图示

拉莫勒于2022年1月1日时的人口数量为1502人。